# رشيد فارس
رشيد فارس (9 مارس 1955 - 20 يونيو 2012) ممثل ومخرج ومنتج جزائري.
شارك في عدة أعمال منها: “موريتوري” للمخرج عكاشة تويتة، و”تي آنيا” (شاي آنيا) لسعيد ولد خليفة، و”الطاكسي المخفي” لبن عمار بختي، و”وراء المرآة” لنادية شرابي.

## حياته
توفي بنوبة قلبية عن عمر يناهز 57 عاما، ودُفن في مقبرة قاريدي في الجزائر العاصمة.

## أعماله

### مسرح
- ليلة الطلاق مع سونيا
- البهلوان مع سونيا

### سينما
- 1980: متفرقات
- 1980: زواج موسى
- 1983: زوجة لابني للمخرج غالم علي
- 1983: الرفض
- 1984: سنذهب إلى الجبل
- 1985: الصورة الأخيرة للمخرج محمد الأخضر حمينة
- 1986: حسن نيا
- 1987: عصافير الجزائر
- 1989: يا ولد
- 1991: الطاكسي المخفي للمخرج بن عمر بختي
- 1993: الولف صعيب
- 1996: الخريف
- 1996: القارب الأبيض
- 1997: فرنسا يا فرنسا
- 2000: الظل الأبيض
- 2004: شاي أنيا
- 2005: موريتوري للمخرج عكاشة تويتة
- 2006: داخل المرآة
- 2006: قصر القربي
- 2006: برقية
- 2007: الأجنحة المنكسرة
- 2008: مصطفى بن بولعيد للمخرج أحمد راشدي

### تلفاز
- 1980: تذكرة ذهاب
- 1982: أمل كبير
- 1983: المحاولة الكبرى
- 1984: الخاطئ
- 1987: أطفال الشمس
- 1990: علبة المضغ
- 1992: شجرة الزيتون
- 2001: قلوب مضطهدة
- 2002: النسر الجريح
- 2002: ربة منزل زجاجية
- 2002: ابن عائلة
- 2002: الاخ والاخوات
- 2003: شوارع الجزائر
- 2005: الدولار بالدوار
- 2008: العودة
- 2011: ساعد القط: عمر والد سامية (الموسم الثاني)

### إنتاج
- 1997: فرنسا يا فرنسا
- 2000: الاعتداء على امرأة
- 2005: قصر القربي
- 2006: 10 مليون سنتيم

## روابط خارجية
- رشيد فارس على موقع IMDb (الإنجليزية)
- رشيد فارس على موقع قاعدة بيانات الأفلام العربية
- رشيد فارس على موقع قاعدة بيانات الفيلم (الإنجليزية)